# Planchas de cobre de Tomás de Cana

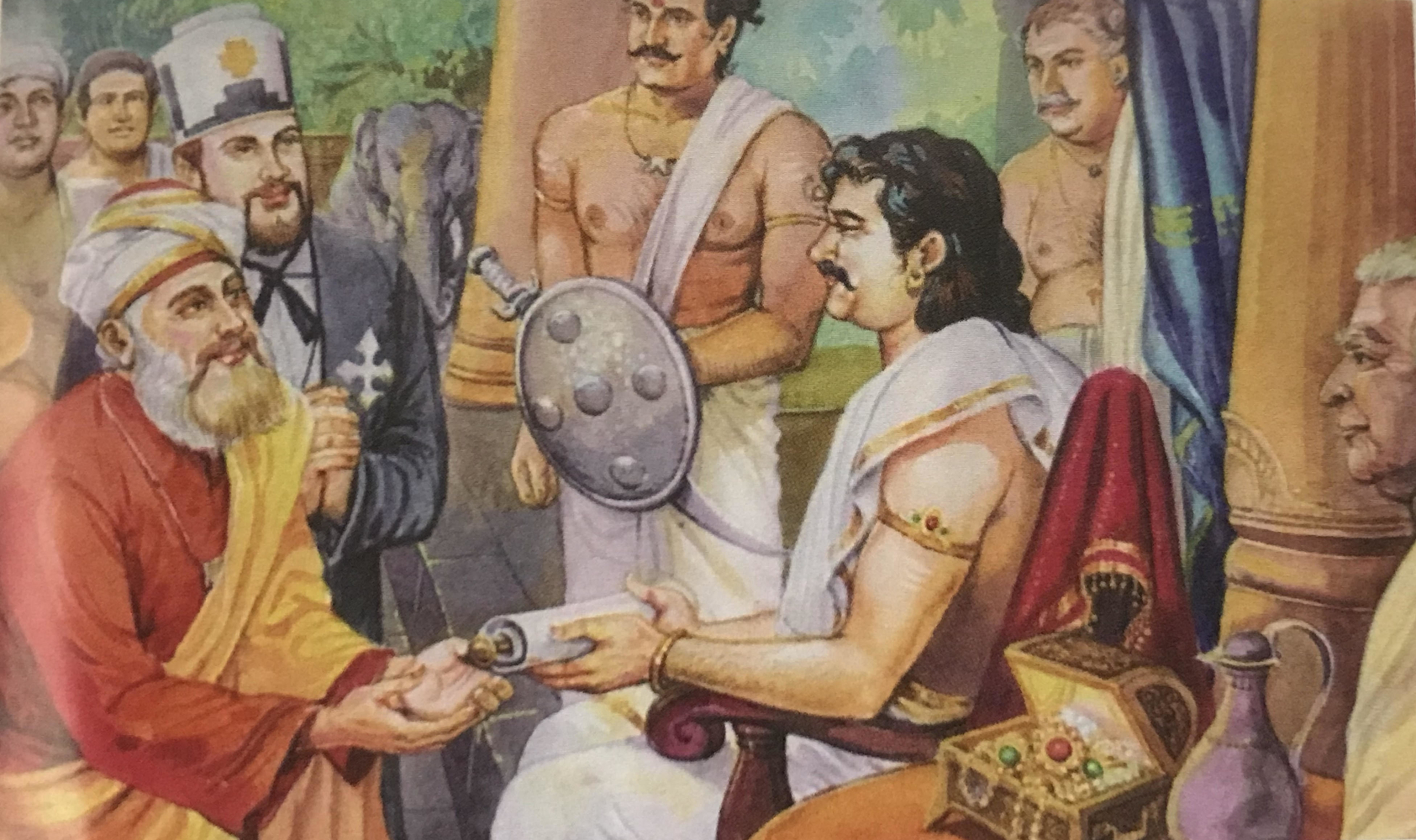
Tomás de Caná recibe las concesiones por el cheraman Perumal.

Las planchas de cobre de Tomás de Cana (malabar: Knai Thoma Cheppedu), fechadas entre los años 345 y 811 de la era cristiana, son un conjunto perdido de concesiones en planchas de cobre emitidas por el rey no identificado de la dinastía Chera de Kerala «Co-qua-rangon», a comerciantes cristianos dirigidos por Knāi Thoma (Tomás de Caná) en la ciudad de Makotayar Pattinam (actual Kodungallur), en el sur de la India. Se dice que las cartas reales fueron grabadas en malayalam, caldeo y árabe en ambas caras de dos placas de cobre, unidas por un anillo. El arzobispo Francisco Ros señala en su relato de 1604 M.S. ADD 9853 que las placas fueron llevadas a Portugal por la Orden Franciscana.
El erudito M.G.S. Narayanan identifica tentativamente al rey «Co-qua-rangon» con el rey Rama Rajasekhara (Co-qua-rangon → Ko Kotai Iraman → Rajadhiraja Rama) de la dinastía Chera del siglo IX.
Según las tradiciones de los cristianos nativos de Kerala, los knanayas o el pueblo de Knai Thoma estaban asociados a la parte sur de la sede de Chera/Perumal, Kodungallur. La placa era apreciada por los knanayas como prueba de su llegada a Kerala bajo el liderazgo de Tomás de Cana, así como una anotación de los derechos históricos, económicos y sociales que les otorgaba el Chera Perumal. La tradición cristiana nativa sitúa la llegada de Tomás de Caná en el año 345 de la era cristiana.
Tanto el sacerdote sirio Ittimani, en 1601, como el indólogo francés Abraham Anquetil Duperron, en 1758, tradujeron las planchas sirias existentes en el siglo IX y señalaron que la cuarta plancha mencionaba un resumen de la llegada de Tomás de Caná. Se cree que se trataba de una anotación de los derechos anteriores otorgados a los cristianos por Cheraman Perumal. La cuarta plancha contemporánea, sin embargo, no menciona este párrafo y se cree que es una copia posterior. El estudioso de la historia de los primeros cristianos Ist'van Percvel teoriza que en un momento dado las planchas de Kollam Siria y las de Tomás de Caná se guardaron juntas.

## Historia

### Origen y tradición
Las placas de cobre de Tomás de Caná ocupan un lugar destacado en la historia y las tradiciones de la comunidad knanaya de Kerala. Según los orígenes tradicionales de la comunidad, Tomás de Caná, un comerciante sirio, dirigió a un grupo de 72 familias de inmigrantes judeocristianos, a un obispo llamado Uraha Mar Yausef y a clérigos de Oriente Medio para que se establecieran en Kondangallur, India, en el siglo IV —algunas fuentes sitúan estos hechos hasta el siglo IX—. Esta historia puede reflejar una migración histórica de los cristianos de Siria Oriental a la India en esa época, que estableció la relación de la región con la Iglesia de Oriente. Los knanayas afirman que descienden de Tomás de Caná y sus seguidores. Algunos elementos de la historia de Tomás de Caná aparecen en canciones antiguas y en las placas de cobre de Tomás de Caná. Se dice que estas placas concedieron a los seguidores de Tomás 72 derechos sociales, económicos y religiosos de Cheraman Perumal, el rey chera.

### Registros de las planchas en los siglosXVIyXVII
El primer registro escrito de las planchas de cobre de Tomás de Caná data del siglo XVI, cuando los funcionarios portugueses de Kerala se dieron cuenta de las planchas y de su posterior desaparición. Durante este periodo, las planchas estaban en posesión de Mar Jacob, el obispo caldeo de la ciudad de Kodungallur. Debido a un altercado entre el Zamorín de Calicut y el reino de Cochín, las casas e iglesias de la comunidad Knanaya fueron incendiadas y destruidas en 1524. Los knanayas contaban con un municipio y tres iglesias, la de Santa María, la de San Kuriakose y la de Santo Tomás, en el sur de Kodungallur, que, según la tradición, fueron construidas por Tomás de Caná cuando la comunidad llegó a la India. El suceso se recoge en la canción folclórica knanaya Innu Nee Njangale Kaivitto Marane o «¿Nos has olvidado hoy, oh Señor?». Debido a esta gran calamidad, Mar Jacob hizo que las placas se depositaran posteriormente en un prestamista como garantía.
En 1566, el funcionario portugués Damio De Goes registra que la concesión de placas de cobre de Tomás de Caná fue entregada al tesorero portugués Pero De Sequeia por el obispo caldeo de Kodungallur Mar Jacob en 1549 para su custodia. El tesorero Pero De Sequeia llevó entonces las planchas al gobernador portugués de la India Martim Afonso De Sousa, quien ordenó a los lugareños que tradujeran el contenido de las planchas. Para consternación del gobernador, ninguno de los lugareños pudo interpretar el lenguaje de la antigüedad en las planchas. Sin embargo, los portugueses acabaron entrando en contacto con un lingüista judío de Cochin que, según De Goes, era «versado en muchas lenguas». El gobernador De Sousa envió las planchas al lingüista judío con órdenes del rey de Cochin de interpretar y traducir su contenido.
El lingüista tradujo el contenido de las placas y afirmó que contenían derechos sociales, económicos y religiosos otorgados a Tomás de Caná por un gobernante local y que estaban escritas en tres idiomas, a saber, «caldeo, malabar y árabe». De Goes señala que físicamente las placas eran «de metal fino, cada una de un palmo y medio de largo y cuatro dedos de ancho, escritas por ambos lados y ensartadas en la parte superior con un grueso hilo de cobre». El judío de Cochin devolvió las planchas a los portugueses, quienes hicieron traducir su descripción en malayalam a la lengua portuguesa en una copia escrita,] que fue enviada posteriormente por el tesorero Pero De Sequeia al rey portugués Juan III. Después de este momento, las planchas físicas fueron conservadas por Pero De Sequeia y su sucesor como tesoros en el depósito portugués de Cochin. El relato de De Sequeia y la traducción de las planchas se encuentran en la obra portuguesa Década VII, así como en otras obras portuguesas.
En 1602 el sacerdote portugués Fra Antonio De Gouvea señala que la concesión de placas de cobre de Tomás de Caná, que se había mantenido a salvo en la fábrica portuguesa de Cochin, se perdió en ese momento debido al «descuido» de los propios portugueses. De Gouvea afirma que la pérdida de las placas había enfadado mucho a los knanayas, que no tenían ningún otro registro escrito de su historia y de sus derechos para defenderse de los reyes locales que en ese momento estaban infringiendo su posición.
En 1603-1604, el arzobispo Francisco Ros hizo una traducción más completa del contexto de la concesión de la placa de cobre de Tomás de Caná a partir de una copia existente —manuscrito de hoja de palma—. El manuscrito físico de la traducción portuguesa de Ros se archivó en el Museo Británico como título MS. Add. 9853. Ros señala también que las planchas fueron llevadas a Portugal por franciscanos.
El último registro de las planchas proviene del historiador oficial de la India portuguesa Diogo do Couto en 1611. Do Couto afirma haber visto las planchas y hace una traducción incompleta de su contenido. La traducción de De Couto se encuentra en su texto Década XII.
Varias fuentes primarias de la era portuguesa registran haber presenciado o manipulado físicamente las placas. Se ven ejemplos de ello en las siguientes obras:
- Tesorero portugués Damio De Goes: Cronica Do Felicissimo Rei D.Manuel. (1566).
- Sacerdote jesuita Fr. Francis Dionisio: "On the Christians of St. Thomas" (1578). Publicado en Documenta Indica. Vol XII. Fr. Wicki S.J.
- Sacerdote agustino Fr. Antonio De Gouvea: Jornada do Arcebispo Goa Dom Frey Alexyo de Menezes. (1606).
- Obispo jesuita Francisco Ros: MS.ADD. 9853. (1604). Museo Británico.
- Historiador portugués Diogo Do Couto: Décadas da Asia. Década XII. Libro III. (1611).

## Contenido de las planchas
Según el relato de De Goes, las planchas contenían derechos sociales, económicos y religiosos otorgados a Tomás de Caná por un gobernante local y estaban escritas en tres idiomas, a saber, «caldeo, malabar y árabe». El siguiente resumen de las planchas fue registrado por el arzobispo Francisco Ros en 1603-1604 según una copia manuscrita de hoja de palma existente:

Antes de la luna llena, estando el mismo rey Coquarangon en Carnelur, llegó en un barco Tomás Caneneo, un jefe, que había resuelto ver la parte más lejana del Oriente, y algunos hombres, viéndolo mientras llegaba, fueron a informar al rey. Y el mismo rey vino y vio y llamó a dicho jefe Tomás y este desembarcó y vino ante el rey que le habló amablemente; y para honrarlo le dio en el apellido su propio nombre, llamándolo Coquarangon Caneneo. Y recibió este honor del rey y se fue a descansar a su lugar. Y el rey le dio la ciudad de Magoderpatanam para siempre. Y dicho rey, estando en su gran prosperidad, fue un día a cazar en el bosque, y el mismo rey rodeó todo el bosque y llamó a toda prisa a Tomás, que vino y se presentó ante el rey en una hora afortunada, y el rey interrogó al adivino. Y el rey habló después a Tomás diciendo que construiría una ciudad en aquel bosque. Y él respondió al rey primero haciendo reverencia y dijo: «Deseo este bosque para mí» Y el rey se lo concedió y se lo dio para siempre. Y de inmediato, al día siguiente limpió el bosque y puso sus ojos en él en el mismo año, el once de abril, y se lo dio en herencia a Tomás a la hora y día antes mencionados, en nombre del rey, quien puso el primer ladrillo para la iglesia y para la casa de Tomás Caneneo, e hizo allí una ciudad para todos (de ellos) y entraron en la iglesia e hicieron oración el mismo día. Después de estas cosas, el mismo Tomás fue a los palacios del rey y le ofreció regalos, y después le pidió al rey que le diera aquella tierra a él y a sus descendientes; y midió doscientos sesenta y cuatro codos de elefante, y se los dio a Tomás y a sus descendientes para siempre; y al mismo tiempo setenta y dos casas que inmediatamente se levantaron allí, y jardines, y árboles con sus cerramientos, y con sus caminos y límites y patios interiores. Y le concedió siete clases de instrumentos musicales, y todos los honores, y que hablara y caminara como un rey y que en las bodas las mujeres hicieran cierta señal con el dedo a la boca, y le concedió un peso distinto, y que adornara el suelo con paños, y les concedió abanicos reales y doblar la sandalia (marca) en el brazo, y una tienda y un dosel real en cada parte del reino para siempre y además cinco tributos a Tomás y a su linaje, y a sus confederados, para hombres y para mujeres, y para todos sus parientes, y para los hijos de su ley para siempre. El citado rey lo dio en su nombre.

Testigos:
- Condaxeril Canden
- Cherucaraprota Chaten (Guardián de la puerta principal del rey)
- Areunden Conden (Consejero del rey)
- Amenate Counden Guerulen (Capitán del ejército)
- Chirumalaprota Tirivicramen Comeren (Consejero del East Side de Malabar)
- Peruala Ata Aditen (Cantante del eey)
- Perubalanata Cottoeoude (Guardia del Puerto de los Reyes)
- Bichremen Chinguende Carturte (Chambelán del rey)
- Araniperumoouil (Escriba del rey)

## Traducción de Duperron
Las traducciones de las planchas sirias de Kollam realizadas por el sacerdote cristiano sirio Ittimani en 1601, así como por el indólogo francés Abraham Anquetil-Duperron en 1758, señalan que la cuarta plancha menciona un resumen de la llegada de Tomás de Caná.

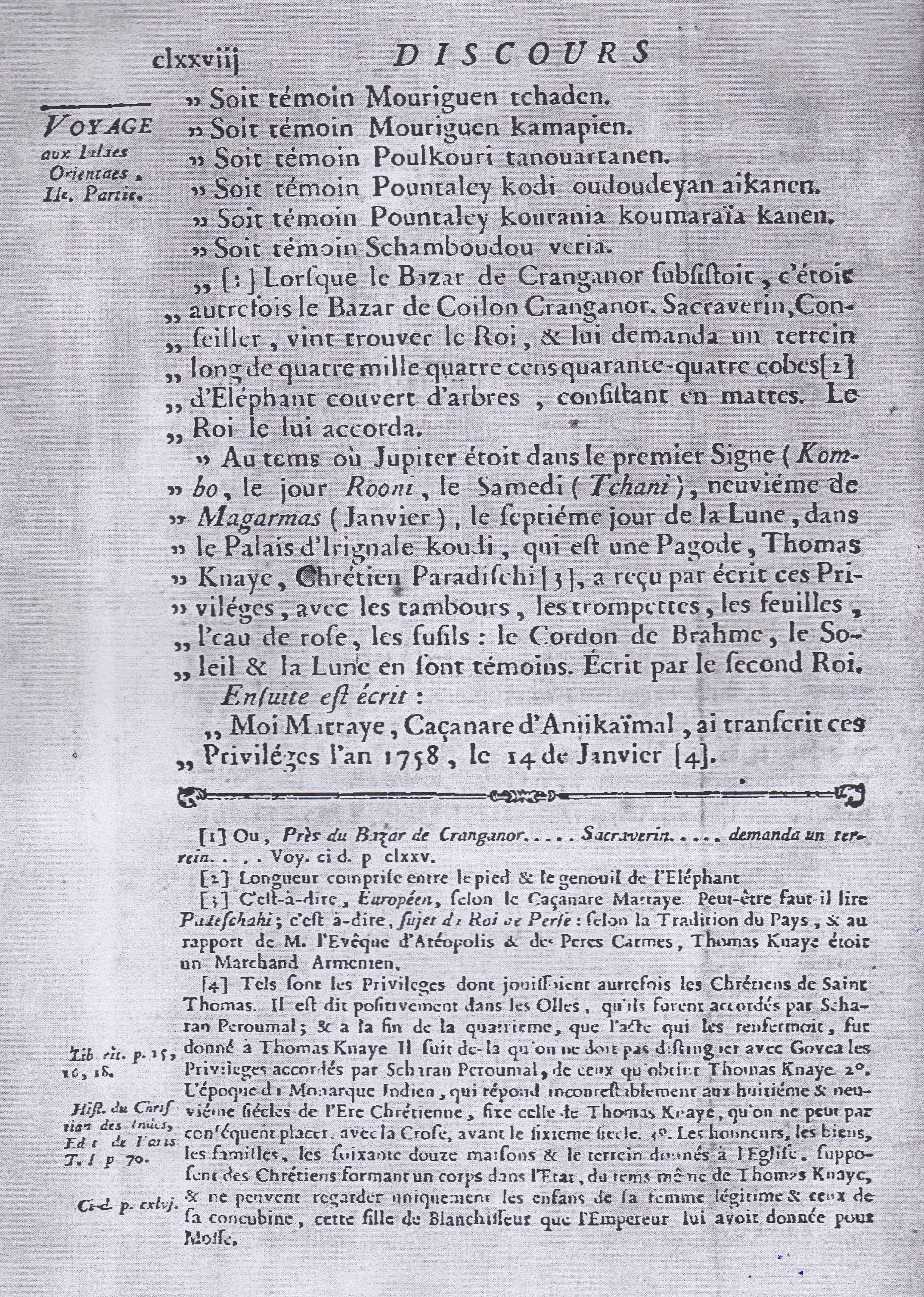
Traducción de Abraham Hyacinthe Anquetil-Duperron mencionando a Tomás de Caná (1758).

 Se cree que se trata de una anotación de los derechos anteriores concedidos a los cristianos por Cheraman Perumal. La cuarta plancha contemporánea, sin embargo, no menciona este párrafo y se cree que es una copia posterior. El estudioso de la historia de los primeros cristianos Istavan Percvel teoriza que en un momento dado las planchas sirias de Kollam y las planchas de cobre de Tomás de Caná se guardaron juntas.
- Traducción de 1758 del indólogo Abraham Anquetil-Duperron:[33]

La historia de la fundación de la ciudad de Cranganore cuando Pattanam era la ciudad, (él) visitó, reverenció y solicitó al Emperador y al Ministro en Kolla Kodungalloor un pantano donde crecen matorrales. Medido por Anakol (kol de elefante) se concedieron 4.444 kols de tierra en el año de Júpiter en Kubham, el 29 de Makaram, 31 el sábado, Rohini y Saptami —7º día de la luna—, también se fundó el palacio, el gran templo y la escuela en Irinjalakuda. El mismo día ese lugar fue llamado Makothevar pattanam —la ciudad del Gran Dios—, y fue hecha la ciudad (capital). Desde allí se concedieron por escrito privilegios tales como puente levadizo en las puertas, arcos ornamentados, caballo montado con dos tambores, vítores, soplado de caracolas, saludos al extranjero cristiano llamado Kynai Thomma con amenaza sagrada y libación de agua y flores. El sol y la luna son testigos de ello. Escrito a los reyes de todos los tiempos.

## Cultura en torno a las placas

### Comunidad Knanayay
Las placas de cobre de Tomás de Caná son un elemento común en la cultura, las tradiciones y la historia de la comunidad Knanaya. El contexto histórico de las placas y los 72 privilegios concedidos a Knai Thoma se encuentran especialmente en las antiguas canciones populares de los kananayas, escritas por primera vez en el siglo XVII en manuscritos de hojas de palma. Los textos de las hojas de palma fueron recopilados y publicados en 1910 por el erudito de los kananayas P.U. Luke en su texto Puratana Pattukal, o Canciones antiguas. Las canciones fueron escritas en malayalam antiguo, pero contienen dicción y lexemas del sánscrito, el siríaco y el tamil que indican su antigüedad. Un ejemplo de la cultura de la canción popular relacionada con las placas puede verse en la canción Munnam Malankara.

### Bardos hindúes
Además de la comunidad Knanaya, la cultura en torno a las placas de cobre de Tomás de Caná también se examina entre los bardos hindúes de Kerala conocidos como panans. Históricamente, los panan visitaban las casas de las castas nobles de Kerala y cantaban canciones de personajes heroicos y acontecimientos legendarios. Tras hacerlo, recibían un pago por su actuación en forma de donación material de artículos como hojas de betel y otros tipos de ayuda caritativa. En particular, los panan cantaban una historia de la vida de Tomás de Caná durante el reinado de Cheraman Perumal. La historia se narra desde la perspectiva del líder de los bardos, conocido como Tiruvaranka Panan. El contenido de la historia gira en torno a una misión encomendada a Tiruvaranka por Tomás de Cana en la que debe viajar a Ezhathunadu (Sri Lanka) e implorar a cuatro castas, a saber, carpinteros, herreros, orfebres y moldeadores, que regresen a Cranganore (Kodungallur), que habían abandonado debido a una infracción de sus tradiciones sociales. Al principio, las cuatro castas dudaronn en volver a Cranganore, pero Tiruvaranka las convence cuando les muestra el bastón de oro de Tomás de Caná, que se le concedió para que lo llevara en su viaje como señal de buena voluntad. Después de ver el bastón, las cuatro castas están contentas y en su satisfacción se quitan sus propios ornamentos y funden una corona de oro para Tomás de Caná que le presentan a su regreso a Cranganore. Llevando la corona, Tomás y Tiruvarankan van a reunirse con Cheraman Perumal, que se alegra del éxito de su misión y concede a Tomás de Caná unos privilegios. El resto de la canción habla de los setenta y dos privilegios históricos concedidos a Tomás.[41].